# اودرات
اودرات (به آلمانی: Auderath) یک شهر در آلمان است که در کوخم-تسل واقع شده‌است. اودرات ۶۳۷ نفر جمعیت دارد.